# 本三里塚
本三里塚（ほんさんりづか）は、千葉県成田市の大字。郵便番号は286-0118。

## 地理
成田市の南東部に位置し、遠山地区に所属する。
周辺の大清水、駒井野、三里塚、三里塚光ヶ丘、三里塚御料、西三里塚、畑ヶ田、新駒井野と隣接する。

## 歴史
かつては遠山村に属していた。
また、成田鉄道の三里塚駅があり、多古線（1944年（昭和19年）休止、1946年（昭和21年）廃止）および八街線（1940年（昭和15年）廃止）が乗り入れていた。

## 世帯数と人口
2017年（平成29年）10月31日現在の世帯数と人口は以下の通りである。
| 大字     | 世帯数    | 人口    |
| -------- | --------- | ------- |
| 本三里塚 | 1,572世帯 | 2,908人 |

## 小・中学校の学区
市立小・中学校に通う場合、学区は以下の通りとなる。
| 地域 | 小学校               | 中学校             |
| ---- | -------------------- | ------------------ |
| 全域 | 成田市立三里塚小学校 | 成田市立遠山中学校 |

## 施設

成田市立三里塚小学校

本三里塚共同利用施設

- 成田市立三里塚小学校
- 佐川急便成田営業所
- 子安神社
- 本三里塚共同利用施設

## 交通

### 道路
- 千葉県道62号成田松尾線（芝山はにわ道・大清水、三里塚光ヶ丘方面）

### バス

三里塚小学校前バス停

- ジェイアールバス関東（東関東支店）多古本線 - 八日市場駅～多古台バスターミナル～成田空港～成田駅
  - （三里塚御料（三里塚光ヶ丘）） - 三里塚小学校前 - 宮下 - （大清水）
- 成田市コミュニティバス（千葉交通運行）遠山ルート - 南三里塚回転所～京成成田駅～保健福祉館
  - （光ヶ丘共同利用施設 （三里塚光ヶ丘）） - 本三里塚共同利用施設入口 - 三里塚小学校北 - 三里塚小学校 - （本三里塚なかまち公園 （三里塚御料）） - セントアンナ在宅介護支援センター入口 - （新駒井野星神社前（新駒井野））